# Championnat de France de football National 2020-21
La Temporada 2020-21 del Campeonato Francés Nacional fue la 24 edición del Campeonato organizado por la Federación Francesa de Fútbol. Es el tercer nivel del fútbol francés compuesto por 18 clubes. Esta categoría es el nivel de liga más alto que puede aspirar un club francés de categoría no profesional; ya que, en caso de lograr subir al siguiente nivel, la ligue 2, el club deberá obligatoriamente obtener el estatus profesional para poder participar.
Sporting Club bastia se consagraría campeón por segunda vez en su historia, permitiéndole regresar a la Ligue 2 después de su descenso administrativo en 2018.

## Descensos, ascensos y decisiones administrativas
Según el reglamento el campeonato, los clubes que participan en esta temporada, además de los clubes clasificados entre la cuarta y la decimocuarto lugar durante la temporada 2019-20, serán los dos clubes descendidos de Liga 2 y los cuatro clubes promovidos del Nacional 2 de la temporada 2019-20.   
Una vez terminada las 34 jornadas del campeonato, según la clasificación :
- Los equipos clasificados en la 1.ª y la 2.º posición ascienden a  la Liga 2
- El equipo clasificado en la 3.º posición deberá disputar un partido de repechaje contra el 18.º posicionado de Liga 2, para definir el tercer ascenso o descenso de la temporada.
- Los equipos clasificados entre la 4.º y la 14.º posición continúan en la categoría para la próxima temporada.
- Los equipos clasificados entre la 15.º y la 18.º posición descenderán al Nacional 2.

## Relevos
| Pos. | Descendidos a Championnat National 2 |
| ---- | ------------------------------------ |
| 15.º | Le Puy Foot                          |
| 16.º | AS Béziers                           |
| 17.º | GFCO Ajaccio                         |
| 18.º | SC Toulon                            |

| Pos.        | Ascendidos de Championnat National 2 |
| ----------- | ------------------------------------ |
| 1.º Grupo A | SC Bastia                            |
| 1.º Grupo B | Stade Briochin                       |
| 1.º Grupo C | FC Sète 34                           |
| 1.º Grupo D | Annecy FC                            |

## Clubes Participantes
| Club                             | Ciudad                 | Estadio                     | Entrenador           |
| -------------------------------- | ---------------------- | --------------------------- | -------------------- |
| Mans Football Club               | Le Mans                | MMArena                     | Didier Ollé-Nicolle  |
| Union Sportive Orléans           | Orleans                | Stade de la Source          | Claude Robin         |
| Union Sportive Boulogne          | Boulogne-sur-Mer       | Stade de la Libération      | Laurent Guyot        |
| Football Club Bourg-Péronnas     | Bourg-en-Bresse        | Stade Marcel-Verchère       | Karim Mokeddem       |
| Red Star Football Club           | París                  | Stade Bauer                 | Vincent Bordot       |
| Union Sportive Avranches         | Avranches              | Stade René Fenouillère      | Frédéric Reculeau    |
| Football Club Villefranche       | Villefranche-sur-Saône | Stade Armand-Chouffet       | Alain Pochat         |
| Sporting Club Lyon               | Lyon                   | Stade de Balmont            | Emmanuel Da Costa    |
| Union Sportive Créteil-Lusitanos | Créteil                | Stade Dominique Duvauchelle | Carlos Secretário    |
| Stade Laval                      | Laval                  | Stade Francis Le Basser     | Olivier Frapolli     |
| Union Sportive Concarneau        | Concarneau             | Stade Guy Piriou            | Stéphane Le Mignan   |
| Stade Olympique Cholet           | Cholet                 | Stade Pierre Blouen         | Stéphane Rossi       |
| Football Club Bastia-Borgo       | Borgo                  | Stade Paul-Antoniotti       | Jean-André Ottaviani |
| Union sportive Quevilly          | Le Petit-Quevilly      | Stade Robert Diochon        | Bruno Irlès          |
| Sporting Club Bastia             | Bastia                 | Stade Armand Cesari         | Mathieu Chabert      |
| Stade Briochin                   | Saint-Brieuc           | Fred-Aubert Stadium         | Maxime D'Ornano      |
| Football Club Sète               | Sète                   | Stade Louis Michel          | Nicolas Guibal       |
| Annecy Football Club             | Annecy                 | Parc des Sports             | Michel Poinsignon    |

## Clasificación
| Pos. | Equipo                     | Pts. | PJ | G  | E  | P  | GF | GC | Dif. | Clasificación 2020–21       |
| ---- | -------------------------- | ---- | -- | -- | -- | -- | -- | -- | ---- | --------------------------- |
| 1    | SC Bastia (C, A)           | 66   | 34 | 19 | 9  | 6  | 57 | 28 | +29  | Ascenso Ligue 2             |
| 2    | US Quevilly (A)            | 58   | 34 | 16 | 10 | 8  | 48 | 31 | +17  | Ascenso Ligue 2             |
| 3    | FC Villefranche Beaujolais | 55   | 34 | 15 | 10 | 9  | 40 | 29 | +11  | Play-off de ascenso Ligue 2 |
| 4    | Mans FC                    | 52   | 34 | 13 | 13 | 8  | 46 | 36 | +10  |                             |
| 5    | US Concarneau              | 48   | 34 | 11 | 15 | 8  | 38 | 32 | +6   |                             |
| 6    | US Orléans                 | 47   | 34 | 12 | 11 | 11 | 49 | 41 | +8   |                             |
| 7    | Red Star FC                | 47   | 34 | 11 | 14 | 9  | 39 | 33 | +6   |                             |
| 8    | Stade Briochin             | 43   | 34 | 10 | 13 | 11 | 32 | 33 | −1   |                             |
| 9    | FC Sète                    | 43   | 34 | 10 | 13 | 11 | 31 | 32 | −1   |                             |
| 10   | FC Bourg-Péronnas          | 43   | 34 | 10 | 13 | 11 | 29 | 33 | −4   |                             |
| 11   | SO Cholet                  | 43   | 34 | 11 | 10 | 13 | 36 | 48 | −12  |                             |
| 12   | Stade Laval                | 42   | 34 | 10 | 12 | 12 | 33 | 32 | +1   |                             |
| 13   | US Avranches               | 41   | 34 | 11 | 8  | 15 | 36 | 42 | −6   |                             |
| 14   | Annecy FC                  | 40   | 34 | 9  | 13 | 12 | 42 | 47 | −5   |                             |
| 15   | US Boulogne                | 38   | 34 | 7  | 17 | 10 | 29 | 38 | −9   |                             |
| 16   | FC Bastia-Borgo            | 35   | 34 | 7  | 14 | 13 | 37 | 49 | −12  |                             |
| 17   | US Créteil-Lusitanos       | 35   | 34 | 8  | 11 | 15 | 29 | 48 | −19  |                             |
| 18   | SC Lyon (D)                | 31   | 34 | 5  | 16 | 13 | 33 | 52 | −19  | Descenso a National 2       |

Actualizado a los partidos jugados el 24 de mayo de 2021.
 Fuente: FFF
| Francia                                     |
| Campeón Sporting Club Bastia Segundo título |

## Resultados
| Local \ Visitante       | LMF | ANN | SET | BRI | BAS | QUE | FBB | CHO | CON | LAV | CRE | LYO | VIL | AVR | RED | BOU | BOL | ORL |
| ----------------------- | --- | --- | --- | --- | --- | --- | --- | --- | --- | --- | --- | --- | --- | --- | --- | --- | --- | --- |
| Le Mans                 | —   | 3–2 | 1–1 | 1–1 | 1–3 | 2–2 | 1–1 | 2–0 | 0–2 | 0–0 | 4–0 | 3–1 | 2–0 | 1–1 | 2–1 | 1–0 | 3–0 | 0–0 |
| Annecy                  | 3–3 | —   | 0–2 | 1–1 | 1–1 | 1–2 | 1–1 | 2–0 | 2–4 | 0–2 | 0–0 | 1–1 | 1–0 | 3–2 | 0–0 | 2–2 | 4–0 | 2–0 |
| Sète 34                 | 2–0 | 0–0 | —   | 0–1 | 0–0 | 0–1 | 2–2 | 0–0 | 2–0 | 1–0 | 0–0 | 3–1 | 0–2 | 0–0 | 1–1 | 1–0 | 4–0 | 1–0 |
| Stade Briochin          | 0–1 | 1–0 | 2–1 | —   | 1–1 | 1–1 | 2–1 | 0–1 | 0–0 | 0–2 | 2–1 | 1–1 | 2–3 | 1–0 | 1–0 | 1–1 | 1–0 | 0–0 |
| Bastia                  | 1–0 | 0–1 | 1–0 | 0–0 | —   | 2–1 | 4–0 | 5–1 | 1–1 | 2–0 | 4–1 | 1–0 | 1–1 | 0–1 | 3–1 | 3–1 | 0–1 | 1–1 |
| Quevilly-Rouen          | 2–0 | 1–1 | 2–0 | 2–1 | 0–1 | —   | 4–0 | 1–2 | 0–1 | 0–0 | 1–0 | 3–1 | 0–1 | 1–1 | 2–2 | 2–0 | 0–1 | 3–1 |
| Bastia-Borgo            | 1–1 | 0–0 | 1–0 | 1–3 | 0–0 | 1–1 | —   | 0–0 | 2–2 | 1–3 | 3–0 | 2–2 | 0–1 | 3–0 | 3–1 | 1–1 | 2–1 | 2–2 |
| Cholet                  | 2–2 | 4–2 | 3–1 | 5–4 | 1–4 | 0–0 | 3–1 | —   | 0–1 | 1–1 | 2–1 | 1–1 | 1–2 | 1–0 | 0–2 | 0–0 | 1–2 | 2–1 |
| Concarneau              | 3–1 | 0–0 | 1–1 | 0–0 | 1–1 | 1–1 | 3–1 | 0–1 | —   | 1–1 | 3–0 | 1–1 | 1–0 | 2–1 | 1–1 | 0–1 | 0–0 | 1–3 |
| Stade Lavallois         | 2–1 | 2–1 | 4–2 | 0–0 | 0–1 | 1–2 | 2–1 | 0–0 | 1–0 | —   | 1–2 | 3–1 | 2–2 | 1–3 | 1–2 | 0–1 | 0–0 | 0–0 |
| Créteil-Lusitanos       | 1–1 | 4–1 | 1–2 | 2–1 | 2–0 | 1–3 | 0–0 | 1–0 | 1–1 | 2–1 | —   | 0–2 | 1–0 | 1–2 | 0–2 | 1–1 | 1–1 | 1–0 |
| Lyon-Duchère            | 1–3 | 0–3 | 0–0 | 1–1 | 2–0 | 0–3 | 1–2 | 0–0 | 1–2 | 1–1 | 0–0 | —   | 2–2 | 0–0 | 2–1 | 2–1 | 2–2 | 1–3 |
| Villefranche Beaujolais | 0–1 | 1–1 | 0–1 | 1–0 | 0–3 | 0–1 | 1–0 | 0–0 | 1–0 | 0–0 | 3–0 | 5–1 | —   | 2–1 | 2–2 | 1–1 | 1–1 | 1–0 |
| Avranches               | 0–2 | 1–3 | 2–2 | 2–1 | 1–2 | 4–1 | 0–2 | 3–1 | 0–2 | 2–1 | 2–0 | 1–1 | 0–2 | —   | 1–0 | 1–0 | 0–0 | 1–2 |
| Red Star                | 0–0 | 2–1 | 1–1 | 0–1 | 3–5 | 0–0 | 2–1 | 3–0 | 2–0 | 0–0 | 1–0 | 1–0 | 0–2 | 1–0 | —   | 0–0 | 0–0 | 1–1 |
| Bourg-Péronnas          | 2–0 | 1–0 | 0–0 | 1–0 | 1–3 | 0–1 | 1–0 | 4–1 | 1–1 | 1–0 | 0–0 | 0–1 | 1–0 | 0–0 | 0–4 | —   | 3–3 | 0–2 |
| Boulogne                | 0–0 | 0–1 | 3–0 | 2–1 | 1–2 | 1–0 | 1–1 | 1–2 | 1–1 | 1–0 | 2–2 | 1–1 | 0–0 | 0–1 | 1–1 | 0–0 | —   | 2–2 |
| Orléans                 | 3–1 | 6–1 | 2–0 | 0–0 | 2–1 | 3–4 | 3–0 | 1–0 | 3–1 | 0–1 | 2–2 | 1–1 | 1–3 | 3–1 | 1–1 | 1–3 | 1–0 | —   |